# Montemesola
Montemesola ist eine südostitalienische Gemeinde (comune) mit 3512 Einwohnern (Stand 31. Dezember 2023) in der Provinz Tarent in Apulien. 

## Lage
Montemesola liegt auf der Hochebene eines Kalksteinhügels der Murge Tarantine auf einer Höhe von etwa 180 m ü. M. Die Gemeinde grenzt im Norden an Grottaglie, im Osten an Grottaglie, im Südosten an Monteiasi, im Westen an Crispiano, liegt 13 km nordöstlich von Tarent und ist Teil der Comunità Montana della Murgia Tarantina.

## Seismische Aktivität
Nach der italienischen Klassifizierung seismischer Aktivität wurde Montemesola der Zone 4 (in einer Skala von 1 bis 4) zugeordnet.

## Geschichte
Die Gründung der Gemeinde geht wohl auf die Errichtung der Burganlage im 13. Jahrhundert zurück.

## Verkehr
Der Bahnhof Monteiasi-Montemesola liegt nördlich an der Bahnstrecke Taranto–Brindisi.